# Station Lille-Sud
Station Lille-Sud is een voormalig Frans treinstation , gelegen in het zuiden van de stad Lille, prefectuur van het Noorderdepartement in de regio Hauts-de-France. Het station lag op de lijn van Fives naar Abbeville. Het station sloot in 1998, alle voorzieningen zijn in dat jaar afgebroken
Het masterplan voor vervoersinfrastructuur uit 2019 van de Stadsregio Lille voorziet in de bouw van een nieuw TER-station aan de lijn van Fives naar Abbeville, genaamd Porte-des-Postes-Lille-Sud, dat op dezelfde plek als Lille-Sud geprojecteerd staat. 